# Vicary Gibbs
Vicary Gibbs (27 octobre 1751 - 8 février 1820) est un juge et homme politique anglais. Il est connu pour son esprit caustique, qui lui vaut le surnom de "Vinaigre Gibbs". 

## Biographie
Il est le premier fils survivant de George Abraham Gibbs, chirurgien et apothicaire d’Exeter, et de son épouse Anne Vicary. Il fréquente le Collège d'Eton de 1764 à 1771 et obtient un BA au King's College de Cambridge. Il étudie alors les classiques.
Il est membre de King's de 1774 à 1784, année de son mariage avec Frances Cerjat Mackenzie, la sœur de Francis Mackenzie (1er baron Seaforth). Cela marque la fin de sa carrière classique, bien qu'il se soit engagé dès le début de l'année 1769 pour le droit en s'inscrivant au Lincoln's Inn; néanmoins, il demeure passionné de littérature classique et de théâtre anglais tout au long de sa vie. 

## Carrière juridique
La voix déplaisante de Gibbs, son tempérament désagréable et ses origines sociales présentent des handicaps redoutables au début de sa carrière. Il s’est initialement engagé comme avocat spécial, ce qui lui vaut une bonne réputation professionnelle. Il est admis au barreau en 1783. Il fait preuve de succès, bien qu’acidulé, en tant qu’avocat et puissant dans la collecte de preuves. Il défend sans succès William Winterbotham pour la sédition en 1793, mais impressionne tellement John Horne Tooke qu'il est retenu comme conseiller adjoint d'Erskine dans la défense réussie de Tooke et Hardy à l'automne 1794. Gibbs est déjà courtisé par le gouvernement, conduisant à sa nomination en tant qu'enregistreur de Bristol en février. Ses efforts lors du procès de Tooke et Hardy impressionnent John Scott (1er comte d'Eldon), le procureur, et Gibbs est nommé Conseiller de la reine en décembre. 

## Politique
Le ministère Pitt continue à le courtiser et il occupe les fonctions juridiques auprès du prince de Galles de 1795 à 1805. De plus, en 1804, il obtient le poste de juge en chef de Chester. Dans le cadre du circuit gallois, ce poste ne l’empêche pas d’être élu député de Totnes en décembre. Il est nommé solliciteur général en février 1805 et est nommé chevalier; cependant, il quitte ses fonctions en faveur de Sir Arthur Piggott après la mort de Pitt en janvier 1806. 
Hostile à Grenville, il perd son siège à Totnes, mais la formation du deuxième gouvernement de Portland en 1807 le voit devenir procureur général et il revient au Parlement pour Great Bedwyn. Aux élections générales de 1807, il bat Henry Petty-FitzMaurice (3e marquis de Lansdowne) et devient député de l’Université de Cambridge. Sous les ministères de Portland et de Spencer Perceval, il est connu pour ses activités zélées contre les éditeurs de libéraux séditieux. À la Chambre des communes, son activité la plus importante a lieu en 1809, lors de l’enquête sur la corruption militaire et les activités de Mary Anne Clarke, maîtresse du duc d’York. Cependant, sa réponse adroite à son examen ravit la presse, dont de nombreux membres ont souffert des activités de Gibbs. Sa langue caustique ne fait pas de lui un collègue apprécié parmi les députés, et ses principes sont plutôt conservateurs. 

## Juge

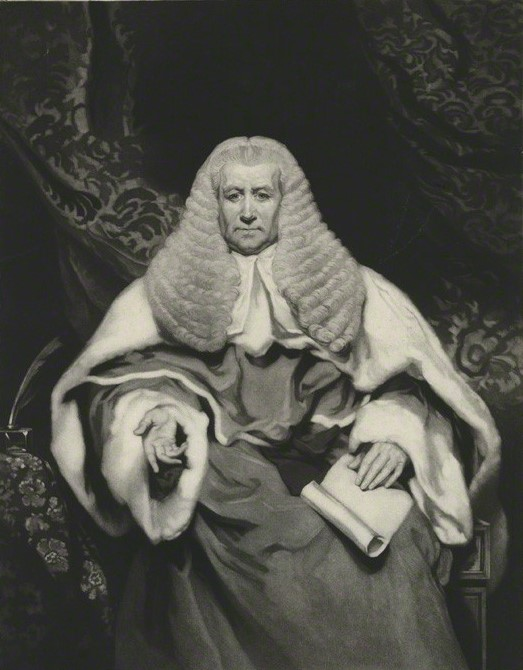
Sir Vicary Gibbs en qualité de Juge en chef des plaids communs

En mai 1812, il démissionne de son poste de procureur général, acceptant d'être nommé juge puîné de la Cour des plaids-communs. Cela peut avoir été le résultat d'une mauvaise santé; Henry Brougham l'attribue à une anxiété personnelle après l'assassinat de Perceval. En tout état de cause, Gibbs accepte une réduction importante de ses revenus, bien que sa nomination en tant que Chief Baron of the Exchequer en novembre 1813 ait quelque peu atténué le problème. Il est, en même temps, membre du Conseil privé. En février 1814, une autre promotion le nomme juge en chef des plaids communs. Son mandat là-bas est caractérisé par une parfaite maîtrise du droit, bien que les opinions divergent quant à savoir si son tempérament a déjà été contrôlé. L’affaire la plus célèbre qu’elle ait jugée est probablement l’action en diffamation intentée par Lady Frances Webster et son mari au sujet de l’allégation (presque certainement fausse) selon laquelle elle aurait eu une liaison avec le duc de Wellington . Une nouvelle dégradation de sa santé conduit à sa démission en novembre 1818 et il est mort le 8 février 1820 à sa maison à Londres. Il est inhumé dans le cimetière de Sainte - Marie la Vierge à Hayes, Bromley. 

## Sources
- R.A. Melikan, Oxford Dictionary of National Biography, Oxford University Press, 2004, « Gibbs, Sir Vicary (1751–1820) »